# Pendamódi
Pendamódi, en grec moderne : Πενταμόδι, est un village du dème de Héraklion, dans le district régional de Héraklion, de la Crète, en Grèce. Selon le recensement de 2001, la population de Pendamódi compte 280 habitants.
Le village est situé à une altitude de 320 mètres et à une distance de 16,9 km de Héraklion.